# Église protestante de Weiterswiller
L’église protestante de Weiterswiller (ou église Saint-Michel) se situe dans la commune française de Weiterswiller, dans le département du Bas-Rhin. Cette église fait l’objet d’un classement au titre des monuments historiques depuis le 26 septembre 1921.

## Historique
La construction de l'église se situe vers 1100. Le premier document mentionnant la chapelle est daté de 1346 et ordonne que l'inhumation des fidèles ait lieu non plus au cimetière de Neuwiller dont dépendaient les habitants de Weiterswiller, mais dans le cimetière établi à côté de la chapelle du village. En 1366, y fut fondée une prémissairie : la messe devait dès lors être dite plusieurs fois par semaine dans la chapelle. La Réforme y fut introduite par les Fleckenstein vers 1543. L'église devint mixte en 1717 et le resta jusqu'en 1874, date de construction de la nouvelle église paroissiale Saint-Michel.
Au cours des siècles l'église subit plusieurs remaniements notamment en 1525 comme l'indique la date gravée au-dessus de l'arc triomphal. Après l'introduction de la Réforme les murs furent recouverts d'un badigeon, à la fin du XVIe siècle ils furent ornés d'une bande de versets bibliques. En 1906 les fresques furent redécouvertes.
La paroisse est membre de l'Union des Églises protestantes d'Alsace et de Lorraine (UEPAL), dans l'ensemble « Paroisses des Cinq Clochers » aux côtés des églises de Weinbourg, Sparsbach, Erckartswiller et Obersoultzbach.

## Description
L'église, orientée, est située à la sortie du village au milieu d'un enclos, vestige de l'ancien cimetière qui conserve l'ancien ossuaire. L'église n'est pas restée au centre du village, celui-ci s'est déplacé vers le haut du massif rocheux après la disparition du château au cours de la guerre de Trente Ans.
L'église est bâtie de grès et moellons enduits. La tour-chœur de plan carré à trois niveaux, est couverte d'un toit en pavillon. La nef plus large s'appuie contre le mur ouest de la tour. Elle est percée de fenêtres gothiques et irrégulières. Une porte murée donnait accès à l'église sur le côté nord. Le portail de l'entrée situé à l'ouest paraît remanié. À l'intérieur, la nef fut rehaussée en 1525. Dans le chœur une voûte d'ogives remplace un plafond à solives, cachant ainsi la partie supérieure des peintures murales.
Les murs du temple, de style roman, portent un ensemble de fresques datant du début du XVe siècle. Le mur nord retrace la Création et les tribulations de l'homme, le mur sud est réservé au Christ, sauveur de l'humanité. Dans le chœur, au-dessus de l'arc triomphal, ne subsiste que le registre inférieur.

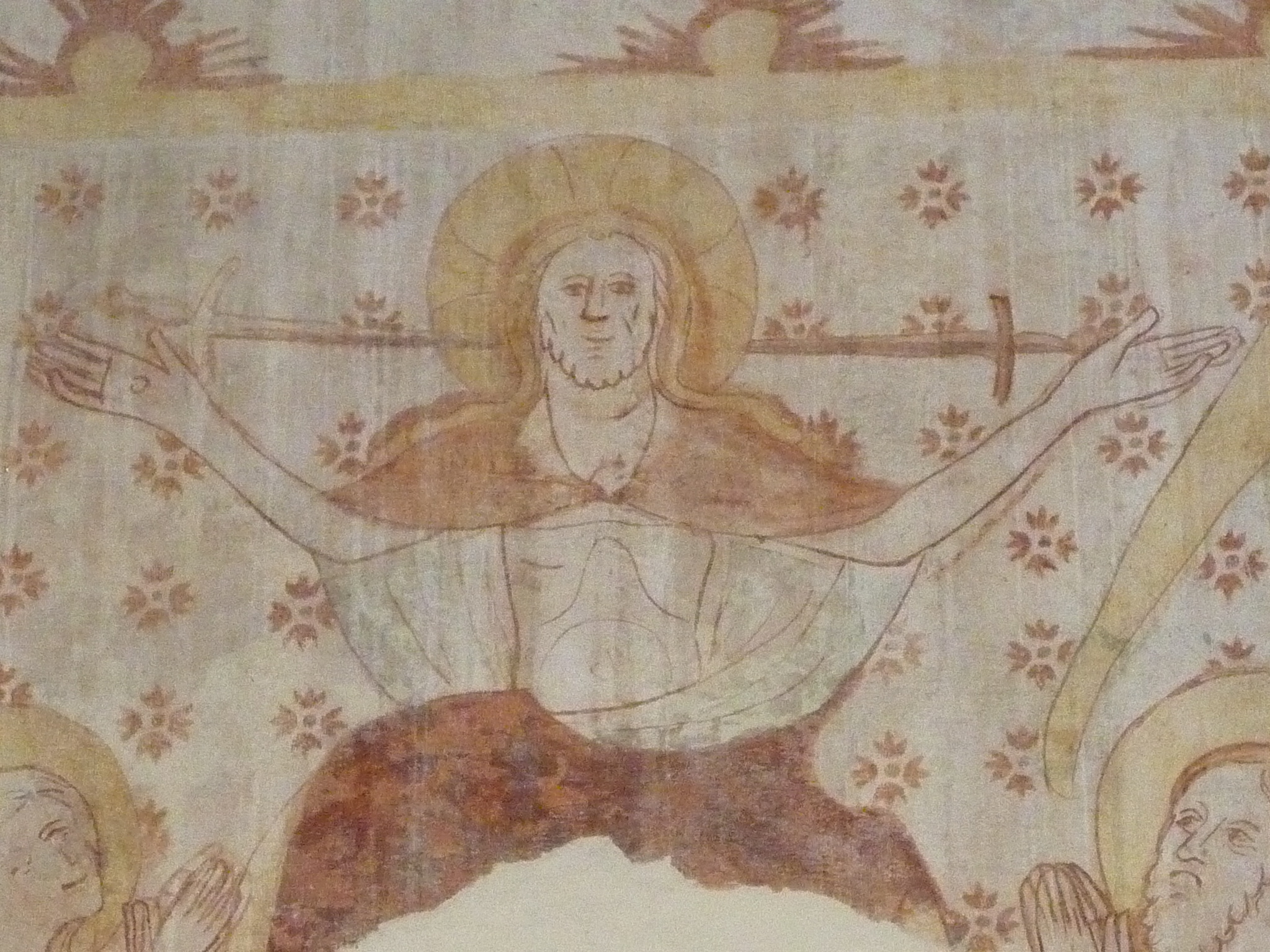
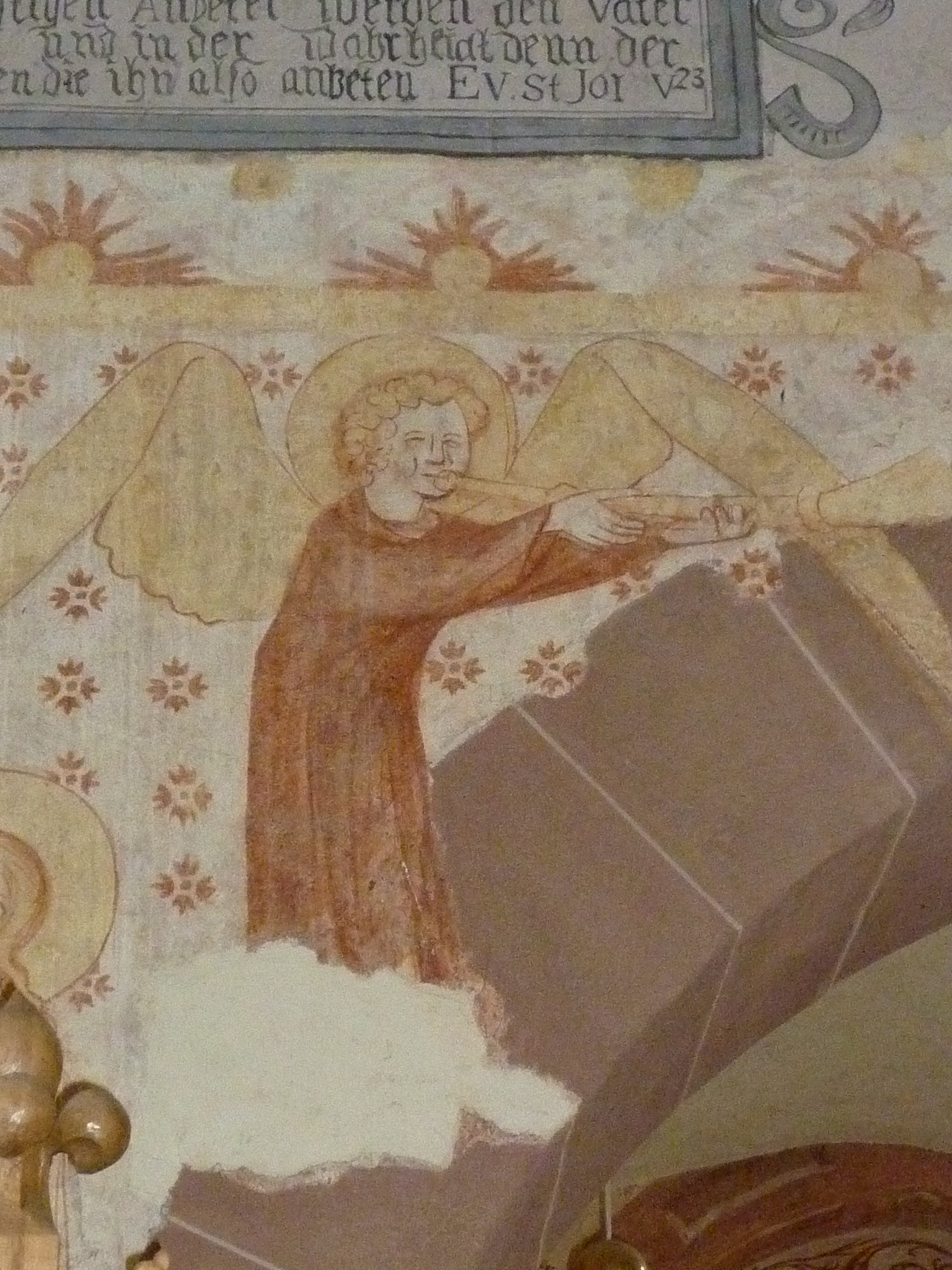
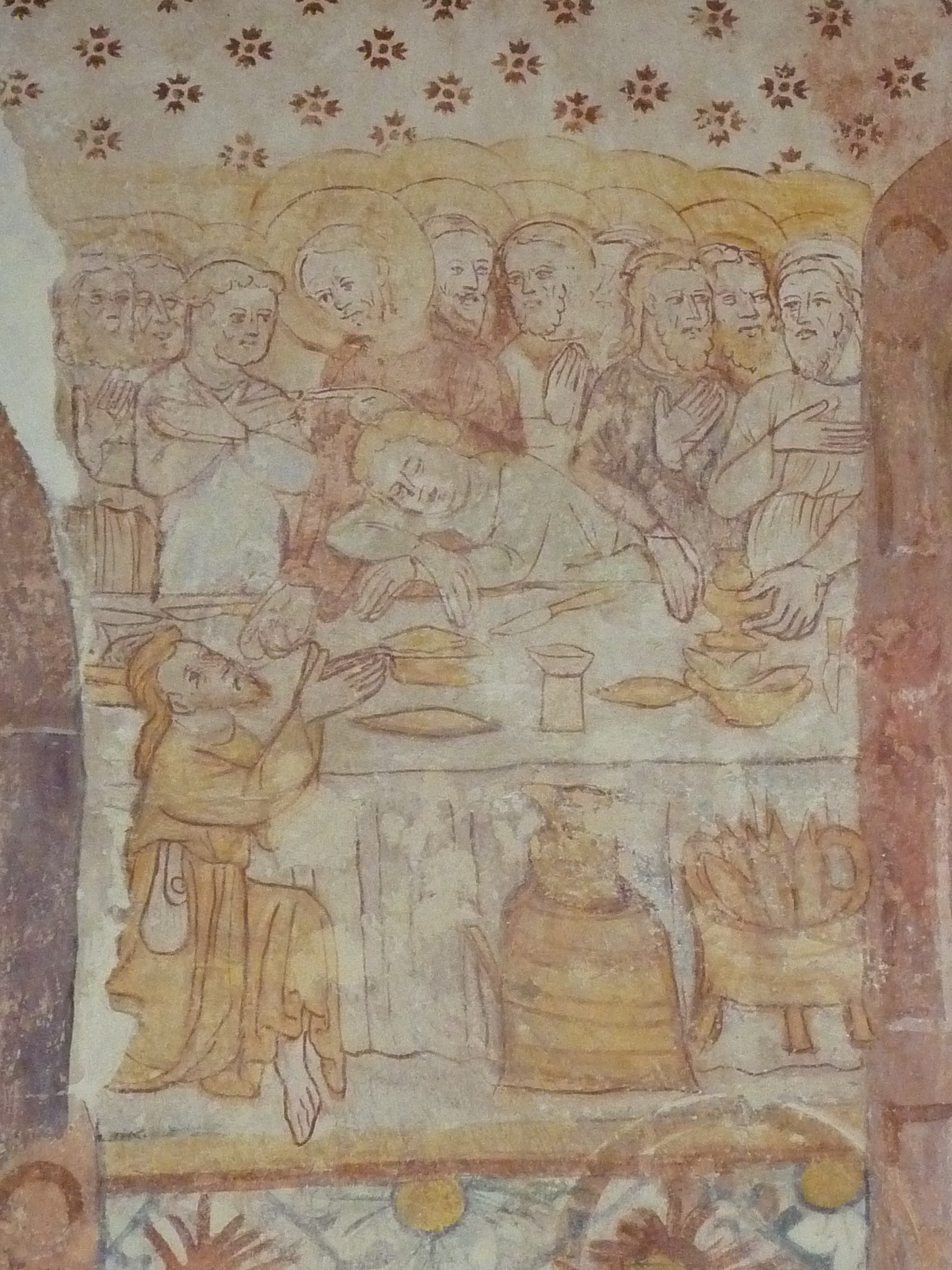
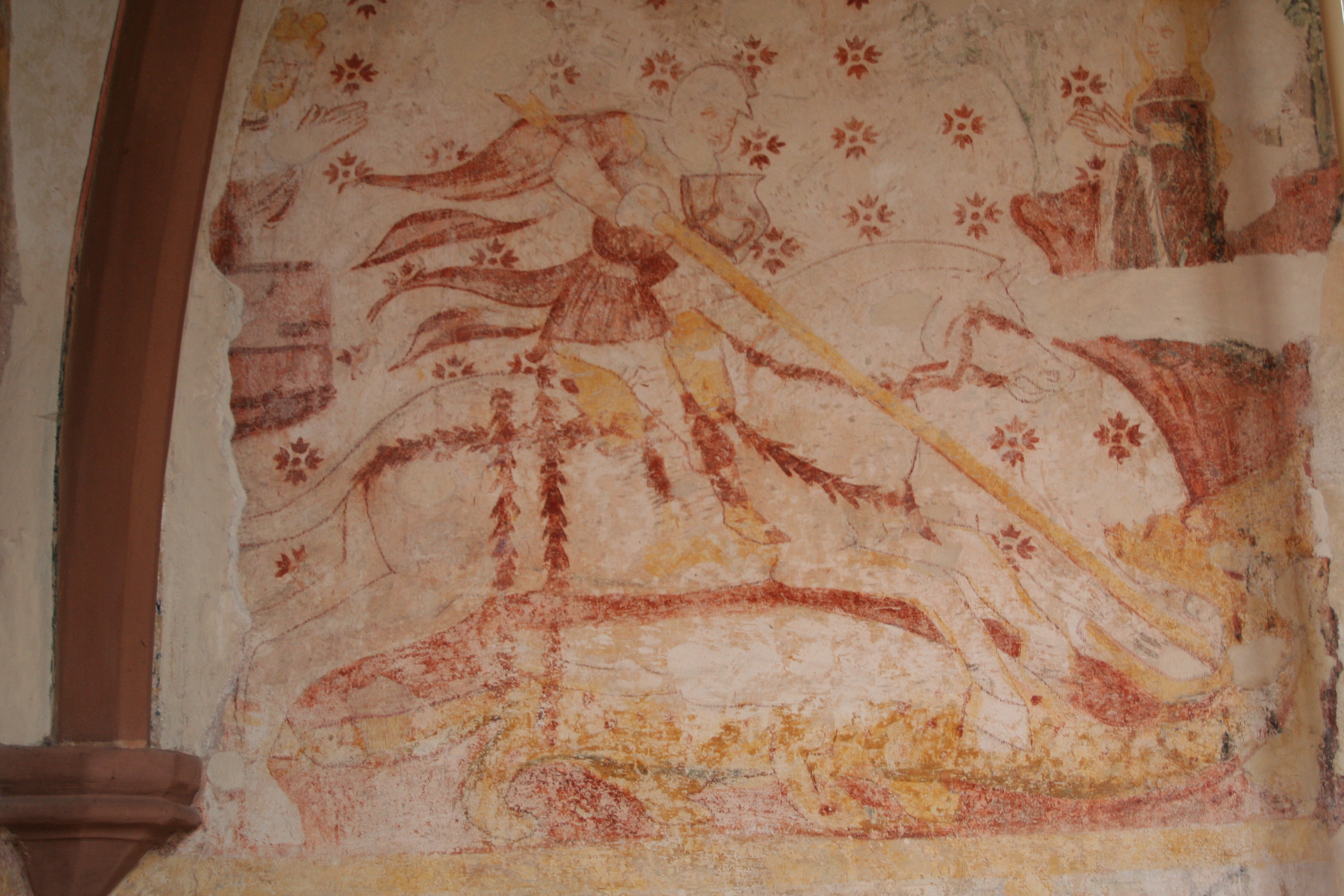
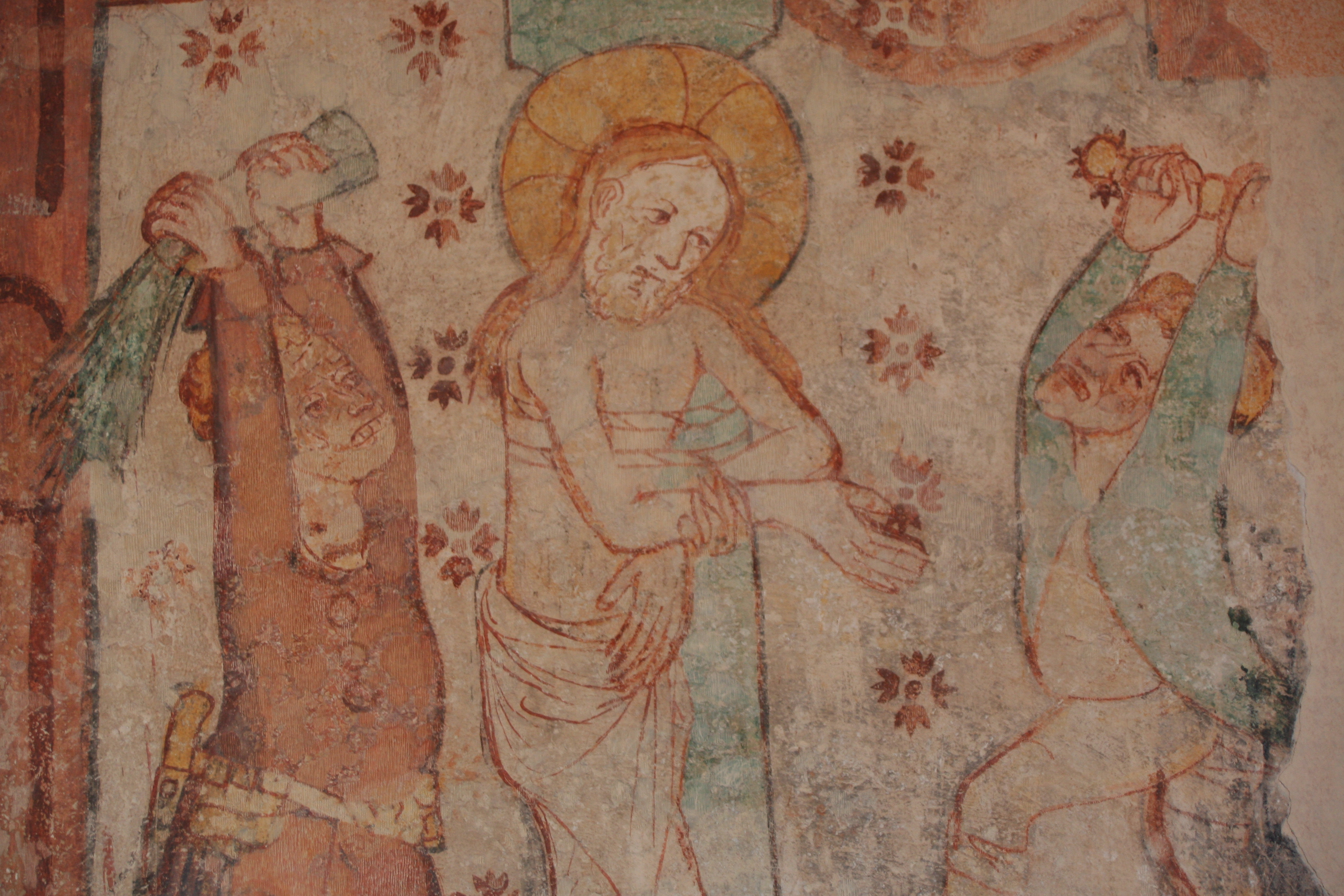

L'église abrite également des tombeaux de quatre nobles de Fleckenstein-Dagstuhl (Jean mort en 1552, Jörg mort en 1553, Henri mort en 1561 et Louis mort en 1577).